# 아파치 아브로
아브로(Avro)는 아파치의 하둡 프로젝트에서 개발된 원격 프로시저 호출(RPC) 및 데이터 직렬화 프레임워크이다. 자료형과 프로토콜 정의를 위해 JSON을 사용하며 콤팩트 바이너리 포맷으로 데이터를 직렬화한다. 주 용도는 아파치 하둡에서 클라이언트→하둡 서비스에 대해 영구 데이터를 위한 직렬화 포맷과 하둡 노드 간 통신을 위한 와이어 포맷을 둘 다 제공하는 것이다.
스리프트나 프로토콜 버퍼와 비슷하지만 스키마 변경이 발생할 때(정적 자료형 언어를 위해 요구되지 않을 경우) 코드 생성 프로그램의 실행을 요구하지 않는다.
아파치 스파크 SQL은 데이터 소스로서 아브로에 접근할 수 있다.

## 아브로 오브젝트 컨테이너 파일
아브로 오브젝트 컨테이너 파일은 다음으로 구성된다:
- 파일 헤더
- (파일 헤더에 이어서) 하나 이상의 파일 데이터 블록

파일 헤더는 다음으로 구성된다:
- 4바이트, ASCII 'O', 'b', 'j', 그리고 1.
- 파일 메타데이터 (스키마 정의 포함)
- 16바이트, 이 파일을 위해 임의 생성된 동기화 마커.

데이터 블록의 경우 아브로는 2개의 직렬화 인코딩을 규정한다: 바이너리, JSON. 대부분의 응용 프로그램들은 크기가 더 작고 더 빠르다는 이유로 이진 인코딩을 사용한다. 디버깅 및 웹 기반 애플리케이션의 경우 JSON 인코딩이 적절할 수 있다.

## 스키마 정의
아브로 스키마는 JSON을 사용하여 정의된다. 스키마는 원시 자료형(null, boolean, int, long, float, double, bytes, string)과 복소수 자료형(record, enum, array, map, union, and fixed)으로 구성된다.
단순 스키마 예제:
```
 
{

   
"namespace"
:
 
"example.avro"
,

   
"type"
:
 
"record"
,

   
"name"
:
 
"User"
,

   
"fields"
:
 
[

      
{
"name"
:
 
"name"
,
 
"type"
:
 
"string"
},

      
{
"name"
:
 
"favorite_number"
,
  
"type"
:
 
[
"int"
,
 
"null"
]},

      
{
"name"
:
 
"favorite_color"
,
 
"type"
:
 
[
"string"
,
 
"null"
]}

   
]

 
}

```

## 직렬화와 역직렬화
아브로의 데이터는 상응하는 스키마와 함께 저장할 수 있으며, 즉 미리 스키마를 알지 않고도 직렬화된 항목을 읽을 수 있다는 이야기가 된다.

### 파이썬의 직렬화, 역직렬화 코드 예제
예제는 다음과 같다.
직렬화:
```
import
 
avro.schema

from
 
avro.datafile
 
import
 
DataFileReader
,
 
DataFileWriter

from
 
avro.io
 
import
 
DatumReader
,
 
DatumWriter

schema
 
=
 
avro
.
schema
.
parse
(
open
(
"user.avsc"
)
.
read
())
  
# need to know the schema to write

writer
 
=
 
DataFileWriter
(
open
(
"users.avro"
,
 
"w"
),
 
DatumWriter
(),
 
schema
)

writer
.
append
({
"name"
:
 
"Alyssa"
,
 
"favorite_number"
:
 
256
})

writer
.
append
({
"name"
:
 
"Ben"
,
 
"favorite_number"
:
 
7
,
 
"favorite_color"
:
 
"red"
})

writer
.
close
()

```

"users.avro" 파일은 JSON 및 콤팩트 바이너리 표현 데이터의 스키마를 포함할 것이다:
```
$ 
od
 
-c
 
users.avro

0000000    O   b   j 001 004 026   a   v   r   o   .   s   c   h   e   m

0000020    a 272 003   {   "   t   y   p   e   "   :       "   r   e   c

0000040    o   r   d   "   ,       "   n   a   m   e   s   p   a   c   e

0000060    "   :       "   e   x   a   m   p   l   e   .   a   v   r   o

0000100    "   ,       "   n   a   m   e   "   :       "   U   s   e   r

0000120    "   ,       "   f   i   e   l   d   s   "   :       [   {   "

0000140    t   y   p   e   "   :       "   s   t   r   i   n   g   "   ,

0000160        "   n   a   m   e   "   :       "   n   a   m   e   "   }

0000200    ,       {   "   t   y   p   e   "   :       [   "   i   n   t

0000220    "   ,       "   n   u   l   l   "   ]   ,       "   n   a   m

0000240    e   "   :       "   f   a   v   o   r   i   t   e   _   n   u

0000260    m   b   e   r   "   }   ,       {   "   t   y   p   e   "   :

0000300        [   "   s   t   r   i   n   g   "   ,       "   n   u   l

0000320    l   "   ]   ,       "   n   a   m   e   "   :       "   f   a

0000340    v   o   r   i   t   e   _   c   o   l   o   r   "   }   ]   }

0000360  024   a   v   r   o   .   c   o   d   e   c  \b   n   u   l   l

0000400   \0 211 266   / 030 334   ˪  **   P 314 341 267 234 310   5 213

0000420    6 004   ,  \f   A   l   y   s   s   a  \0 200 004 002 006   B

0000440    e   n  \0 016  \0 006   r   e   d 211 266   / 030 334   ˪  **

0000460    P 314 341 267 234 310   5 213   6

0000471

```

역직렬화:
```
reader
 
=
 
DataFileReader
(
open
(
"users.avro"
,
 
"r"
),
 
DatumReader
())
  
# no need to know the schema to read

for
 
user
 
in
 
reader
:

    
print
 
user

reader
.
close
()

```

위의 출력은 다음과 같다:
```
{
u
'favorite_color'
:
 
None
,
 
u
'favorite_number'
:
 
256
,
 
u
'name'
:
 
u
'Alyssa'
}

{
u
'favorite_color'
:
 
u
'red'
,
 
u
'favorite_number'
:
 
7
,
 
u
'name'
:
 
u
'Ben'
}

```

## API 사용 언어
이론적으로 모든 언어가 아브로를 사용할 수 있으나 다음의 언어가 API를 갖추고 있다:
- C
- C++
- C#[11][12][13]
- Go
- 하스켈[14]
- 자바
- 펄
- PHP
- 파이썬
- 루비
- 스칼라

## 아브로 IDL
자료형 및 프로토콜 정의를 위해 JSON을 지원하는 것 외에도 아브로는 아브로 IDL(Avro IDL)이라는 이름의 인터페이스 정의 언어(IDL) 문법의 실험적인 지원을 포함하고 있다. 과거에는 GenAvro라는 이름이었던 이 포맷은 C/C++, 프로토콜 버퍼 등과 비슷한 문법을 갖춘 더 전통적인 IDL, 프로그래밍 언어에 친숙한 사용자들에 의해 쉽게 채용되도록 설계되어 있다.

## 같이 보기
- 데이터 직렬화 포맷 비교
- 아파치 스리프트
- 프로토콜 버퍼
- CBOR

## 추가 문헌
- White, Tom (November 2010). 《Hadoop: The Definitive Guide》. ISBN 978-1-4493-8973-4.